# Othmar Lux
Othmar Lux (* 1892; † 1980) war ein österreichischer Maler und Bildhauer. Er lebte in Vöcklabruck (Oberösterreich).

## Werke
- Linker Seitenaltar einer Statue des Hl. Josef des Arbeiters für die Herz-Jesu-Kirche in Gmünd-Neustadt (1950)
- Flusslandschaft mit Häusern und Klosteranlage, Öl auf Leinwand 48 × 63,5 cm – Versteigerung Dorotheum, Wien (5. Juni 2003)

| Personendaten    | Personendaten                        |
| ---------------- | ------------------------------------ |
| NAME             | Lux, Othmar                          |
| KURZBESCHREIBUNG | österreichischer Maler und Bildhauer |
| GEBURTSDATUM     | 1892                                 |
| STERBEDATUM      | 1980                                 |